# Îles extérieures du golfe de Finlande

Les îles extérieures du golfe de Finlande (finnois : Suomenlahden ulkosaaret) sont un archipel de plusieurs dizaines d'îles situées dans les eaux territoriales russes de l'est du golfe de Finlande.
Ces îles font partie des territoires cédés par la Finlande à l'Union soviétique dans le cadre de l'armistice de Moscou après la guerre de continuation.

## Présentation
Les plus grandes des îles occidentales entre les côtes de la Finlande et de l'Estonie sont Suursaari et Tytärsaari, et les plus petites sont Säyvö, Itä-Viiri, Länsi-Viiri et Ruuskeri.
Le groupe oriental comprend, entre autres, Lavansaari, Peninsaari et Seiskari.
Les îles appartiennent administrativement à la municipalité de Laukaansuu dans le raïon de Kingissepp de l'oblast de Léningrad,.
Plus au nord, les petites îles extérieures de Narvi et Someri et quelques îlots appartiennent à la municipalité de Koivisto dans le raïon de Kingissepp.
Plusieurs des îles extérieures du golfe de Finlande ont été intégrées au parc naturel de l'est du golfe de Finlande (fi), fondé en décembre 2017,,.